# Teoria dei nudge
La teoria dei nudge (in inglese: Nudge Theory) è un concetto che, nel campo dell'economia comportamentale, della psicologia cognitiva e della filosofia politica, sostiene che sostegni positivi e suggerimenti o aiuti indiretti possono influenzare i motivi e gli incentivi che fanno parte del processo di decisione di gruppi e individui, almeno con la stessa efficacia di istruzioni dirette, legislazione o coercizioni.
Le influenze più celebri di questa teoria comprendono la formazione del britannico Behavioural Insights Team, spesso chiamato Nudge Unit, nell'ufficio di gabinetto guidato da David Halpern e la nomina da parte del presidente statunitense Barack Obama di Cass Sunstein come amministratore dell'Ufficio di Informazione e Affari Normativi.

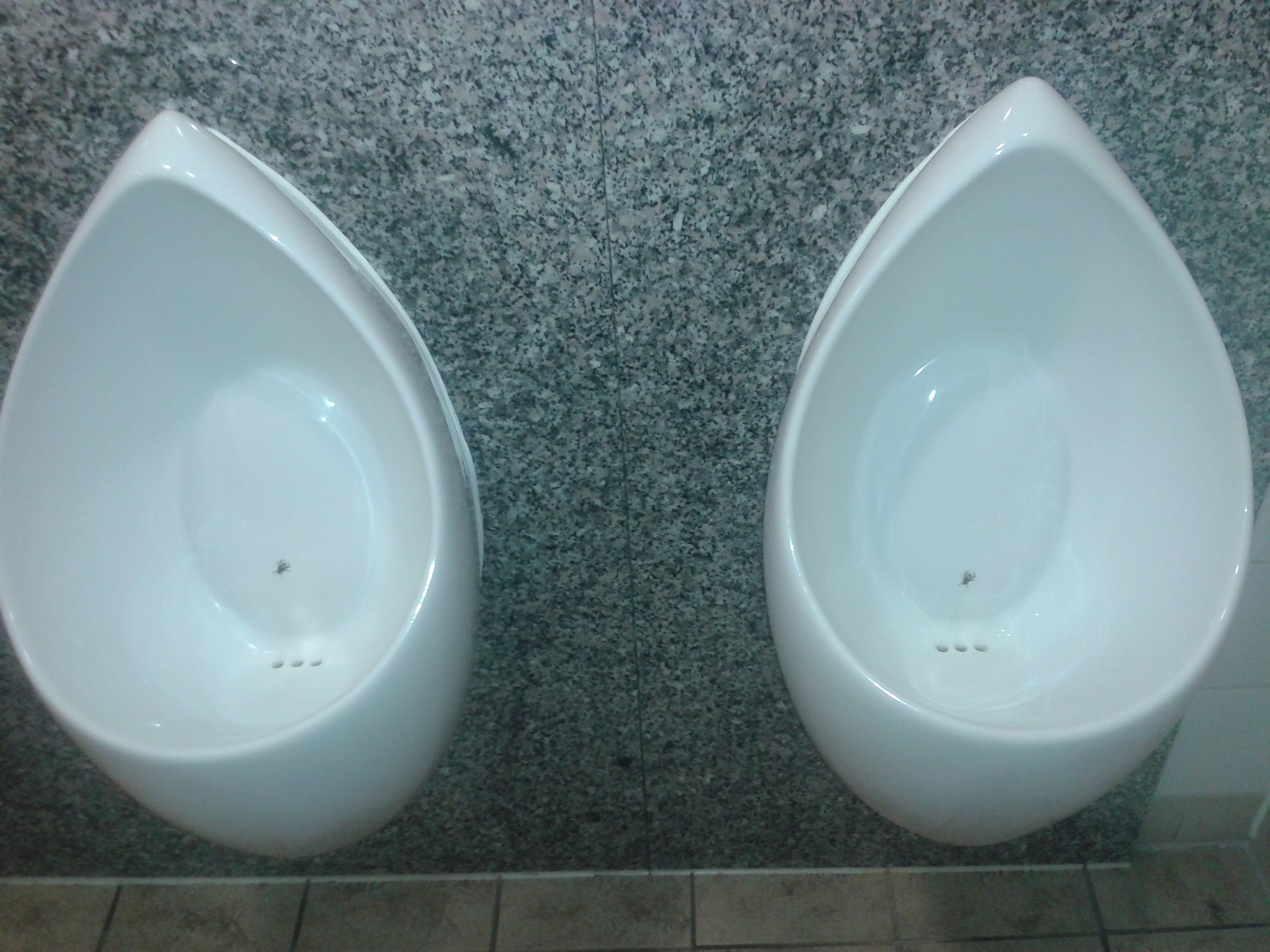
Tipico esempio di nudge: una mosca dipinta negli orinali di un bagno per uomini (Germania 2014) allo scopo di migliorare la precisione di utilizzo del presidio.

## Definizione dinudge
Il fulcro della teoria dei nudge è il concetto stesso di nudge, o "pungolo" in italiano. Richard Thaler (Premio Nobel per l'economia 2017) e Cass Sunstein nel loro libro Nudge - La spinta gentile lo definiscono come "ogni aspetto nell'architettura delle scelte che altera il comportamento delle persone in modo prevedibile senza proibire la scelta di altre opzioni e senza cambiare in maniera significativa i loro incentivi economici. Per contare come un mero pungolo, l'intervento dovrebbe essere facile e poco costoso da evitare. I pungoli non sono ordini. Mettere frutta al livello degli occhi conta come un nudge. Proibire il cibo spazzatura no."
Lo scopo è cercare di migliorare il benessere delle persone orientando le loro decisioni mantenendo la libertà di scelta. Nel loro libro, Thaler e Sunstein chiamano questo approccio "paternalismo libertario".

## Nudgein pratica: l'architettura delle scelte
Un ruolo importante nell'utilizzo dei pungoli è giocato dall'architettura della scelta. Ci sono molti modi per proporre un'opzione al decisore, e questi può esserne influenzato, per esempio selezionando diversi default oppure variando l'ordine delle alternative di scelta. Gli architetti delle scelte fanno uso di diversi strumenti al fine di influenzare le scelte degli individui, strumenti che possono essere suddivisi in due categorie principali: quelli utilizzati nella struttura delle opzioni e quelli utilizzati nella descrizione delle opzioni. 
- Il primo gruppo comprende strumenti come il numero di alternative, tecnologie e ausili decisionali, il default e le scelte nel corso del tempo;
- i secondi comprendono il partizionamento e la progettazione.

Ognuno di questi strumenti può risolvere alcuni problemi che emergono nel processo decisionale.

### Strumenti per strutturare la presentazione delle opzioni
Questo gruppo comprende strumenti come il numero di alternative, tecnologie e ausili decisionali, il default e le scelte nel corso del tempo.
- Numero di alternative: un architetto delle scelte deve decidere il numero di alternative da presentare, perché proporre troppe opzioni potrebbe essere "pericoloso" per un decisore inesperto. Quest'ultimo potrebbe infatti scegliere un'alternativa non ottimale a causa dell'impossibilità di confrontare tutte le opzioni che ha e di identificare tutte le conseguenze di ciascuna possibilità. L'architetto delle scelte in questo caso deve bilanciare due criteri: presentare più possibilità significa appaiare le preferenze dell'individuo più facilmente, ma allo stesso tempo gli sforzi per l'individuazione delle preferenze aumentano.
- Tecnologie e ausili decisionali: gli architetti delle scelte possono aiutare i consumatori nelle loro decisioni fornendo sistemi di raccomandazione o migliorando tecnologie che possano combinare meglio le preferenze delle persone con il minimo sforzo.
- Default (impostazioni predefinite): è uno dei più potenti strumenti che possono essere usati nell'architettura delle scelte al fine di influenzare il comportamento degli individui. Le opzioni di default sono scelte predefinite che diventano effettive quando il decisore non intraprende alcuna azione per cambiarle. Lo scopo dei default è quello di dare raccomandazioni, che la maggior parte delle volte sono accettate passivamente. Ciò è dovuto principalmente all'inerzia e al cosiddetto default bias: le persone sembrano avere una preferenza esagerata per l'opzione di default, anche quando non vi sono costi per cambiarla o quando essi sono minimi.[7]

Ci sono due categorie di default: default di massa e default personalizzati.
I default di massa non tengono conto delle caratteristiche individuali perché l'architetto della scelta non dispone di informazioni sufficienti; questi includono: 
- default benigni: sono la migliore ipotesi quando non vi è alcuna informazione su quale configurazione sarebbe la migliore e ha il minimo rischio per la maggior parte dei consumatori;
- default casuali: in questo caso le persone sono assegnate in modo casuale a diverse configurazioni di default;
- opzione nascosta: un default è mostrato come l'unica scelta, ma esistono altre opzioni possibili che sono nascoste. Ad esempio, un gioco per computer ha solitamente suoni e interfacce visuali predefinite che però possono essere modificate.

I default personalizzati riflettono le differenze tra gli individui e cercano di soddisfare al meglio le loro esigenze. Possono essere suddivisi in tre categorie: 
- default persistenti: si assume che le scelte passate siano il miglior predittore delle preferenze future;
- default predefiniti intelligenti: le informazioni su un cliente o su un segmento sono note e vengono utilizzate dagli architetti delle scelte per la migliore impostazione predefinita;
- default di adattamento: le impostazioni vengono aggiornate in modo dinamico in base a decisioni in tempo reale che fa l'individuo.

- Scelta nel corso del tempo: le persone tendono ad essere miopi, impazienti e troppo ottimiste verso il futuro. La struttura intertemporale decisa dall'architetto delle scelte può avere importanti implicazioni per il decisore. È possibile rinviare alcune scelte al fine di evitare troppa positività.

### Strumenti per la descrizione delle opzioni
Il secondo gruppo di strumenti riguarda la descrizione delle opzioni. Gli strumenti più importanti di questo gruppo sono il partizionamento e la progettazione degli attributi.
- Partizionamento: la suddivisione dell'insieme delle opzioni in categorie è un aspetto primario dell'architettura delle scelte. Un esempio di questo genere viene dato da Thaler e Sunstein nel loro libro, prendendo gli investimenti personali e la diversificazione del portafoglio come modello di riferimento. Se il numero di opzioni è N, tenderanno ad assegnare 1/N dei loro risparmi a ciascuno di essi.
- Progettazione degli attributi: la progettazione degli attributi è un altro strumento fondamentale. Gli individui pesano i loro pro e contro su attributi diversi prima di scegliere, quindi è possibile influenzare il loro comportamento rendendo particolari attributi più o meno salienti.

## Esempi diNudge

### Stickk.com
Dean Karlan, professore presso l'Università Yale, ha sviluppato stickk.com, un sito che aiuta le persone a raggiungere i loro obiettivi, ad esempio perdere peso o smettere di fumare. Questo sito offre due modi per impegnarsi a raggiungere lo scopo: finanziario e non finanziario. Con gli impegni del primo tipo, l'utente deve scommettere dei soldi e s'impegna a raggiungere l'obiettivo entro una certa data: se l'obiettivo viene raggiunto, si tiene il denaro scommesso, se fallisce, il denaro va in beneficenza. Con gli impegni non finanziari l'utente non punta denaro, ma può comunque essere messo sotto pressione dai suoi amici o familiari che possono monitorare il progresso attraverso dei blog di gruppo.

### Dollar a Day
Un altro modo per aiutare le persone a migliorare le loro decisioni, in particolare rivolto alle ragazze, è l'iniziativa statunitense denominata "un dollaro al giorno" (in inglese: Dollar a day). Uno dei più gravi problemi per molte ragazze statunitensi è rappresentato dalle gravidanze in età adolescenziale. Inoltre, le statistiche hanno mostrato che le ragazze-madri con già un bambino a carico tendevano a rimanere di nuovo incinte entro un anno o due. Pertanto, per affrontare il problema molte città degli Stati Uniti hanno implementato l'iniziativa chiamata "un dollaro al giorno": le ragazze-madri con già un bambino a carico avrebbero ricevuto un dollaro per ogni giorno in cui non erano in stato di gravidanza. I risultati sono stati promettenti e il numero delle ragazze rimaste incinte si è ridotto notevolmente. Inoltre, i costi del programma si sono rivelati inferiori rispetto ai sussidi per ragazze madri.

### Destiny Health Plan
Il Destiny Health Plan è un programma ideato da alcune compagnie di assicurazione statunitensi ed è esplicitamente progettato per dare alla gente un incentivo a fare scelte sane. Un partecipante che decide di intraprendere scelte salutari, come per esempio iscriversi in palestra o iscrivere il figlio a una squadra di calcio, può guadagnare "punti vitalità" che possono essere utilizzati per l'acquisto, per esempio, di biglietti aerei o camere d'albergo.